# Helena Gyllenhielm
Helena Magnusdotter Gyllenhielm (født 1572, død 1630) var frilledatter til den svenske prins hertug Magnus Vasa af Östergötland og Anna von Haubitz. Helena giftede sig med Wollmar Yxkull og blev stammoder for slægten Yxkull.